# John Buck
Jonathan Richard Buck (Kemmerer, 7 luglio 1980) è un ex giocatore di baseball statunitense.

## Minor League
Buck fu selezionato al 7º giro del draft amatoriale del 1998 come 212a scelta dagli Houston Astros. Nello stesso anno giocò nella Gulf Coast League rookie con i GCL Astros. Concluse una media battuta di .286, 15 RBI e 24 punti (statistica: run) in 36 partite. Nel 1999 passò nella New York-Penn League singolo A stagione breve con gli Auburn Doubledays, finì con .245 alla battuta, 29 RBI e 36 punti in 63 partite. Successivamente passò nella Midwest League singolo A con i Michigan Battle Cats, finì con .100 alla battuta e un punto in sole 4 partite.
Nel 2000 chiuse con .282 alla battuta, 71 RBI e 57 punti in 109 partite. Nel 2001 passò nella South Atlantic League singolo A con i Lexinton Legends, finì con .275 alla battuta, 73 RBI e 72 punti in 122 partite.
Nel 2002 passò nella Texas League triplo A con i Round Rocket Express, finì con .263 alla battuta, 89 RBI e 58 punti in 120 partite. Nel 2003 passò nella Pacific Coast League (PCL) triplo A con i New Orleans Zephyrs, finì con .255 alla battuta, 39 RBI e 32 punti in 78 partite.
Nel 2004 chiuse con .300 alla battuta, 35 RBI e 31 punti in 65 partite. Nel 2009 giocò nella (PCL) con gli Omaha Storm Chaser, concluse con .259 alla battuta, 4 RBI e 3 punti in 7 partite.
Nel 2010 passò nella Eastern League doppio A con i New Hampshire Fisher Cats, finì con .273 alla battuta, 6 RBI e 2 punti in sole 3 partite.

## Major League

### Kansas City Royals (2004-2009)
Dopo aver firmato il 1º febbraio 2004 per un anno a 300.000$ con gli Houston Astros, il 24 giugno venne scambiato insieme a Octavio Dotel per avere Carlos Beltrán dai Kansas City Royals. Debuttò nella MLB il 25 giugno 2004 contro i St. Louis Cardinals. Chiuse la stagione con .235 alla battuta, 30 RBI, 36 punti, 376 eliminazioni di cui 4 doppie, 14 assist e 3 errori da ricevitore in 71 partite di cui 66 da titolare. Il 1º marzo 2005 firmò per un anno a 318.000$, chiuse con .242 alla battuta, 47 RBI, 40 punti, 640 eliminazioni di cui 5 doppie, 56 assist e 3 errori da ricevitore in 118 partite di cui 112 da titolare.
Il 1º marzo 2006 firmò per un annuale per 349.000$, finì con .245 alla battuta, 50 RBI, 37 punti, 615 eliminazioni di cui 7 doppie, 37 assist e 6 errori da ricevitore in 114 partite di cui 107 da titolare. Il 1º febbraio 2007 firmò per un altro anno a 440.000$, chiuse con .222 alla battuta, 48 RBI, 41 punti, 697 eliminazioni di cui 6 doppie, 29 assist e 8 errori da ricevitore in 113 partite di cui 104 da titolare.
Il 18 gennaio 2008 firmò un annuale per 2,2 milioni di dollari, concluse con .224 alla battuta, 48 RBI, 48 punti, 751 eliminazioni di cui 6 doppie, 24 assist e 8 errori da ricevitore in 109 partite di cui 106 da titolare. Nel 2009 chiuse con .247 alla battuta, 36 RBI, 16 punti, 309 eliminazioni di cui 4 doppie, 14 assist e 8 errori da ricevitore in 59 partite di cui 41 da titolare. Il 12 dicembre divenne per la prima volta free agent.

### Toronto Blue Jays (2010)
Il 13 dicembre 2009 firmò per un anno a 2 milioni di dollari, finì con .281 alla battuta, 66 RBI, 53 punti, 733 eliminazioni di cui 6 doppie, 40 assist e 5 errori da ricevitore in 118 partite di cui 104 da titolare. Venne convocato per la prima volta all'All-Star. Il 1º novembre divenne free agent.

### Florida Marlins (2011) poi Miami Marlins (2012)
Il 17 novembre 2010 firmò per 3 anni a 18 milioni di dollari di cui 1,5 milioni di bonus alla firma, finì con .227 alla battuta, 57 RBI, 41 punti, 1.008 eliminazioni di cui 5 doppie, 42 assist e 5 errori da ricevitore in 140 partite di cui 129 da titolare. Nel 2012 chiuse con .192 alla battuta, 41 RBI, 29 punti, 715 eliminazioni di cui 4 doppie, 57 assist e 7 errori da ricevitore in 106 partite di cui 103 da titolare. Il 13 novembre venne scambiato insieme a José Reyes, John Johnson, Mark Buerhle e Emilio Bonifacio per avere Yunel Escobar, Adeiny Hechevarria, Henderson Alvarez, Jake Marisnick e Justin Nicolino dai Toronto Blue Jays.

### New York Mets (2013)
Il 17 dicembre 2012 venne preso dai Mets insieme a Travis d'Arnaud, Noah Syndergaard e Wulimer Becerra in cambio di R.A. Dickey, Josh Thole e Mike Nickeas, firmando per un anno a 6 milioni di dollari. Il 4 luglio nella partita contro gli Arizona Diamondbacks venne espulso durante il 12º inning per proteste. Con i Mets finì con .215 alla battuta, 60 RBI, 38 punti, 704 eliminazioni di cui una doppia, 40 assist e 4 errori da ricevitori in 101 partite di cui 95 da titolare.

### Pittsburgh Pirates (2013)
Venne acquistato insieme all'esterno Marlon Byrd più soldi per l'interno Dilson Herrera e il lanciatore Vic Black. Chiuse con .333 alla battuta, 2 RBI, un punto, 42 eliminazioni e un assist in 9 partite di cui 6 da titolare. Il 31 ottobre 2013 divenne free agent.

### Seattle Mariners (2014-)
Il 16 gennaio 2014 firmò con i Seattle Mariners.

## Numeri di maglia indossati
- n° 2 con i Kansas City Royals (2004-2005)
- n° 14 con i Kansas City Royals (2006-2009)
- n° 14 con i Toronto Blue Jays (2010)
- n° 11 con i Florida Marlins (2011)
- n° 12 con i Miami Marlins (2012)
- n° 44 con i New York Mets (2013)
- n° 14 con i Pittsburgh Pirates (2013)
- n° 4 con i Seattle Mariners (2014-).